# Mikael Magnusson
Mikael Magnusson, född 15 mars 1973 i Salem, Stockholms län, är en svensk före detta professionell ishockeyspelare (back) som spelade för Frankfurt Lions, Djurgårdens IF, Huddinge IK och IFK Salem under sin karriär.
Han har spelat en del enskilda landskamper och i hockey-VM 2000 för Sverige.